# Moravany (Brno-venkov)
Moravany (in tedesco Morbes) è un comune della Repubblica Ceca facente parte del distretto di Brno-venkov, in Moravia Meridionale.